# Resolutie 2219 Veiligheidsraad Verenigde Naties
Resolutie 2219 van de Veiligheidsraad van de Verenigde Naties werd op 28 april 2015 unaniem aangenomen door de VN-Veiligheidsraad. De resolutie verlengde de sancties tegen Ivoorkust met een jaar.

## Achtergrond
In 2002 brak in Ivoorkust een burgeroorlog uit tussen de regering in het christelijke zuiden en rebellen in het islamitische noorden van het land. In 2003 leidden onderhandelingen tot de vorming van een regering van nationale eenheid en waren er troepen van Frankrijk en  de VN aanwezig. In 2004 zegden de rebellen hun vertrouwen in de regering op en namen opnieuw de wapens op. Het noorden van het land werd voornamelijk door deze Forces Nouvelles gecontroleerd.
Na de presidentsverkiezingen eind 2010 ontstonden wederom onlusten toen zittend president Laurent Gbagbo op post bleef ondanks de internationaal erkende overwinning van Alassane Ouattara. De ontstane crisis leidde tot het uitbreken van een nieuwe burgeroorlog die duurde tot de arrestatie van Gbagbo in april 2011.

## Inhoud
Het wapenembargo tegen Ivoorkust werd verlengd tot 30 april 2016. Enkel de Ivoriaanse veiligheidsdiensten, de VN-operatie in het land en de Franse troepen in het land waren ervan uitgesloten. Wat de Ivoriaanse veiligheidsdiensten betrof gold het embargo wel als het ging om:
- Vuurwapens met een kaliber van meer dan 12,7 mm;
- Raketwerpers, raketten, lichte antitankwapens, geweergranaten en granaatwerpers;
- Luchtdoelraketten (inclusief draagbare luchtafweersystemen), grond-grondraketten en lucht-grondraketten;
- Mortieren met een kaliber van meer dan 82 mm;
- Geleide antitankwapens (in het bijzonder antitankraketten);
- Bewapende vliegtuigen en helikopters;
- Bewapende of hiertoe voorziene militaire voertuigen;
- Explosieven voor militair gebruik en mijnen;
- Nachtkijkers (inclusief deze voor montage op vuurwapens);

Daarnaast werden ook de financiële sancties en de reisverboden die tegen specifieke personen waren opgelegd tot dezelfde datum verlengd. Verder werd het mandaat van de expertengroep die toezag op het embargo verlengd tot 30 mei 2016.
Het embargo op diamant uit Ivoorkust was opgeheven, maar de illegale smokkel bleef nog doorgaan. Het land werd gevraagd de Veiligheidsraad op de hoogte te houden over de aanpak van dit probleem en verder te werken aan de uitrol van het Kimberley-Proces.

## Verwante resoluties
- Resolutie 2153 Veiligheidsraad Verenigde Naties (2014)
- Resolutie 2162 Veiligheidsraad Verenigde Naties (2014)
- Resolutie 2226 Veiligheidsraad Verenigde Naties

Lijst ·  2196 ·  2197 ·  2198 ·  2199 ·  2200 ·  2201 ·  2202 ·  2203 ·  2204 ·  2205 ·  2206 ·  2207 ·  2208 ·  2209 ·  2210 ·  2211 ·  2212 ·  2213 ·  2214 ·  2215 ·  2216 ·  2217 ·  2218 ·  2219 ·  2220 ·  2221 ·  2222 ·  2223 ·  2224 ·  2225 ·  2226 ·  2227 ·  2228 ·  2229 ·  2230 ·  2231 ·  2232 ·  2233 ·  2234 ·  2235 ·  2236 ·  2237 ·  2238 ·  2239 ·  2240 ·  2241 ·  2242 ·  2243 ·  2244 ·  2245 ·  2246 ·  2247 ·  2248 ·  2249 ·  2250 ·  2251 ·  2252 ·  2253 ·  2254 ·  2255 ·  2256 ·  2257 ·  2258 ·  2259